# Олівія Калпо
Олівія Калпо (англ. Olivia Culpo; нар. 8 травня 1992) — американська модель, переможниця конкурсів «Міс США 2012» та «Міс Всесвіт 2012».

## Життєпис
Олівія Калпо народилася 8 травня 1992 року у місті Кренстон штату Род-Айленд, США. Батько італійського походження, мати має італійське та ірландське коріння. У сім'ї було п'ятеро дітей. Олівія навчалася у католицькій школі, згодом вступила у Бостонський університет. У 2010 році була підписана бостонським модельним агентством «Маггі», Inc.
Після перемоги на конкурсі «Міс Род-Айленд» у 2012 році, вона взяла участь і перемогла на конкурсі «Міс США 2012». Це вперше представниця штату Род-Айленд перемогла на загальнодержавному конкурсі. У Кренстоні, на честь Олівії Кулпо організували святкування з парадом та врученням символічних ключів від міста.
Кульпо представляла США на конкурсі «Міс Всесвіт 2012», який відбувся 19 грудня 2012 року в Лас-Вегасі, штат Невада. Вона виграла конкурс і стала восьмим представником США, що виграла титул «Міс Всесвіт». На її честь у Кренстоні назвали вулицю.
У серпні 2017 року вона відкрила ресторан з сім'єю на Род-Айленді. У 2018 році її фото з'явилося на обкладинці «Sports Illustrated Swimsuit Issue». Вона також знімалася для «L'Oreal» і «Kipling».

## Особисте життя
У 2013 році Олівія Калпо почала зустрічатися зі співаком Ніком Джонасом. Вони розійшлися у червні 2015 року. У 2015 році Калпо перебувала у відносинах з футболістом Тімом Тібоу протягом двох місяців. У 2016 році Калпо була у відносинах з футболістом Денні Амендолою. Їхні стосунки закінчилися у березні 2018 року.